# Hoquei sobre gel als Jocs Olímpics d'hivern de 1960
Als Jocs Olímpics d'Hivern de 1960 celebrats a la ciutat de Squaw Valley (Estats Units) es disputà una prova d'hoquei sobre gel en categoria masculina.
La competició tingué lloc entre els dies 19 i 28 de febrer de 1960 al Blyth Arena. La classificació final del campionat disputat en aquests Jocs Olímpics és vàlida com a 27è Campionat del Món d'hoquei sobre gel i com a 38è Campionat d'Europa d'hoquei sobre gel.

## Comitès participants
Hi participaren un total de 152 jugadors de 9 comitès nacionals diferents:
| - Alemanya (16) - Austràlia (17) - Canadà (17) - Estats Units (17) - Finlàndia (17) |  | - Japó (17) - Suècia (17) - Txecoslovàquia (17) - Unió Soviètica (17) |

## Resum de medalles
| Prova            | Or | Argent | Bronze |
| Hoquei sobre gel | Estats Units Jack McCartan · John Mayasich · John Kirrane · Paul Johnson · Weldon Olson · Eugene Grazia · Richard Rodenheiser · Edwyn Owen · Rodney Paavola · Richard Meredith · Bill Christian · Tommy Williams · Roger Christian · Robert McVey · Lawrence Palmer · Bill Cleary · Rob Cleary | Canadà Harold Hurley · Harry Sinden · Jack Douglas · Robert Attersley · Fred Etcher · George Samolenko · Donald Charles Head · Darryl Sly · Ken Laufman · Floyd Martin · James Connelly · Robert Forhan · Donald Rope · Maurice Benoit · Bobby Rousseau · Cliff Pennington · Robert McKnight | Unió Soviètica Yuri Tsitsinov · Vladimir Grebennikov · Mikhail Bychkov · Viktor Pryazhnikov · Nikolai Karpov · Nikolai Puchkov · Evgeni Groshev · Viktor Yakushev · Stanislav Petukhov · Evgeni Yerkin · Nikolaï Sologubov · Yuri Baulin · Aleksandr Almetov · Konstantin Loktev · Veniamin Aleksandrov · Genrikh Sidorenkov · Alfred Kuchevskiy |

## Medaller
| Posició | País           | Or | Argent | Bronze | Total |
| 1       | Estats Units   | 1  | 0      | 0      | 1     |
| 2       | Canadà         | 0  | 1      | 0      | 1     |
| 3       | Unió Soviètica | 0  | 0      | 1      | 1     |
|         |                |    |        |        |       |
| Total   | Total          | 1  | 1      | 1      | 3     |

## Resultats

### Ronda preliminar
Els dos primers equips de cada grup es classifiquen per la ronda final.

#### Grup A
| Posició | Equip  | J | G | P | E | GF | GC | Pts |
| ------- | ------ | - | - | - | - | -- | -- | --- |
| 1       | Canadà | 2 | 2 | 0 | 0 | 24 | 3  | 4   |
| 2       | Suècia | 2 | 1 | 1 | 0 | 21 | 5  | 2   |
| 3       | Japó   | 2 | 0 | 2 | 0 | 1  | 38 | 0   |

19 de febrer
- Canadà 5-2 Suècia

20 de febrer
- Canadà 19-1 Japó

21 de febrer
- Suècia 19-0 Japó

#### Grup B
| Posició | Equip          | J | G | P | E | GF | GC | Pts |
| ------- | -------------- | - | - | - | - | -- | -- | --- |
| 1       | Unió Soviètica | 2 | 2 | 0 | 0 | 16 | 4  | 4   |
| 2       | Alemanya       | 2 | 1 | 1 | 0 | 4  | 9  | 2   |
| 3       | Finlàndia      | 2 | 0 | 2 | 0 | 5  | 12 | 0   |

19 de febrer
- URSS 8-0 Alemanya

20 de febrer
- URSS 8-4 Finlàndia

21 de febrer
- Alemanya 4-1 Finlàndia

#### Grup C
| Posició | Equip          | J | G | P | E | GF | GC | Pts |
| ------- | -------------- | - | - | - | - | -- | -- | --- |
| 1       | Estats Units   | 2 | 2 | 0 | 0 | 19 | 6  | 4   |
| 2       | Txecoslovàquia | 2 | 1 | 1 | 0 | 23 | 8  | 2   |
| 3       | Austràlia      | 2 | 0 | 2 | 0 | 2  | 30 | 0   |

19 de febrer
- USA 7-5 Txecoslovàquia

20 de febrer
- Txecoslovàquia 18-1 Austràlia

21 de febrer
- USA 12-1 Austràlia

### Ronda de consolació
Equips que no es classificaren per la ronda final
| Equip     | J | G | P | E | GF | GC | Pts |
| --------- | - | - | - | - | -- | -- | --- |
| Finlàndia | 4 | 3 | 0 | 1 | 50 | 11 | 7   |
| Japó      | 4 | 2 | 1 | 1 | 32 | 22 | 5   |
| Austràlia | 4 | 0 | 4 | 0 | 8  | 57 | 0   |

22 de febrer
- Finlàndia 14-1 Austràlia

23 de febrer
- Finlàndia 6-6 Japó

24 de febrer
- Japó 13-2 Austràlia

25 de febrer
- Finlàndia 19-2 Austràlia

26 de febrer
- Finlàndia 11-2 Japó

27 de febrer
- Japó 11-3 Austràlia

### Ronda final
| Posició | Equip          | J | G | P | E | GF | GC | Pts |
| ------- | -------------- | - | - | - | - | -- | -- | --- |
| 1       | Estats Units   | 5 | 5 | 0 | 0 | 29 | 11 | 10  |
| 2       | Canadà         | 5 | 4 | 1 | 0 | 31 | 12 | 8   |
| 3       | Unió Soviètica | 5 | 2 | 2 | 1 | 24 | 19 | 5   |
| 4       | Txecoslovàquia | 5 | 2 | 3 | 0 | 21 | 23 | 4   |
| 5       | Suècia         | 5 | 1 | 3 | 1 | 19 | 19 | 3   |
| 6       | Alemanya       | 5 | 0 | 5 | 0 | 5  | 45 | 0   |

22 de febrer
- URSS 8-5 Txecoslovàquia
- USA 6-3 Suècia
- Canadà 12-0 Alemanya

24 de febrer
- USA 9-1 Alemanya
- URSS 2-2 Suècia
- Canadà 4-0 Txecoslovàquia

25 de febrer
- URSS 7-1 Alemanya
- USA 2-1 Canadà
- Txecoslovàquia 3-1 Suècia

27 de febrer
- Txecoslovàquia 9-1 Alemanya
- USA 3-2 URSS
- Canadà 6-5 Suècia

28 de febrer
- USA 9-4 Txecoslovàquia
- Suècia 8-2 Alemanya
- Canadà 8-5 URSS

### Classificació final i Campionat del Món
1. Estats Units
2. Canadà
3. Unió Soviètica
4. Txecoslovàquia
5. Suècia
6. Alemanya
7. Finlàndia
8. Japó
9. Austràlia

### Campionat d'Europa
1. Unió Soviètica
2. Txecoslovàquia
3. Suècia
4. Alemanya
5. Finlàndia